# Another Country (Film)
Another Country ist ein Filmdrama aus dem Jahre 1984 auf der Grundlage des gleichnamigen Theaterstücks von Julian Mitchell. Die Handlung basiert frei auf dem Leben von Guy Burgess, der im Zweiten Weltkrieg mit dem sowjetischen Geheimdienst KGB kollaborierte. Der Film stellt eine Rückblende in eine Zeit dar, in der er die Oberstufe am englischen Eliteinternat Eton besuchte. Das Eliteinternat ist im Film ein Spiegelbild der damaligen englischen Gesellschaft mit ihren engen konservativen Moralvorstellungen, in der jede Abweichung von der Norm fatale Folgen haben kann.
Der Name Another Country ist mehrdeutig, da er sich sowohl darauf bezieht, dass der Protagonist Bennett sein Leben in einem anderen Land beschließt, als auch darauf, dass die elitäre Welt Etons mit ihren Regeln eine Art eigenes Land darstellt. Zudem singen die Schüler an mehreren Stellen des Films das patriotische Lied I Vow to Thee, My Country in dessen Text das titelgebende „another country“ vorkommt, in dem aber auch von einer Liebe die Rede ist, die alle Widrigkeiten überwindet und für die kein Opfer zu groß ist, was auf die gesellschaftlich missbilligte Liebe zwischen den Schülern Benett und Harcourt bezogen werden kann: “The love that asks no question, the love that stands the test / That lays upon the altar the dearest and the best.”

## Handlung
In der Rahmenerzählung des Films gibt ein alter, gebrechlicher Mann namens Guy Bennett (frei basierend auf Guy Burgess) im Moskau der 1980er Jahre einer amerikanischen Journalistin ein Interview. Bennett ist ein berühmt-berüchtigter Spion, der einst als britischer Diplomat geheime Informationen an die Sowjetunion weitergab und schließlich in diese flüchtete. Er versucht der Journalistin zu erklären, weshalb er vom englischen Eliteschüler zum sowjetischen Spion wurde.
Der Großteil der Handlung spielt in den 1930er Jahren und an einer hochrenommierten, namentlich ungenannten Public School. Hinter der Fassade von guten Manieren, Gentlemanlikeness und Sportsgeist blühen in Wahrheit Heuchelei, Intrigen und Opportunismus. In der von Jungs aus der Oberschicht besuchten Schule gibt es eine abgestufte Hierarchie: Ganz unten stehen in den einzelnen Häusern des Internats die jüngsten Schüler, die eine Art Dienstboten für die älteren Schüler darstellen, und ganz oben in der Schülerschaft mit dem höchsten Ansehen die sogenannten „Gods“ (Götter) – ein Zirkel ausgewählter älterer Schüler, die in Disziplinarfragen entscheiden und diese Disziplin mit aller Rigorosität durchsetzen dürfen.
Der Oberstufenschüler Tommy Judd ist ein Außenseiter, weil er sich offen zum Kommunismus bekennt und lieber Das Kapital liest, als sich für das gemeinschaftliche Leben zu interessieren. Ihn verbindet eine lose Freundschaft mit dem gleichaltrigen Guy Bennett, der es als einziger wagt, den Gods Paroli zu bieten, weil er ihre Schwächen durchschaut. Beide eint ihre Verachtung für das elitäre System der Schule wie des Landes und ihren eigenen Alltag. Auf Grund seiner sozialen Herkunft ist es aber Guy Bennetts erklärter Ehrgeiz, einmal britischer Botschafter in Paris zu werden. Vorerst ist sein wichtigstes Ziel daher trotzdem, einer der Gods zu werden; die Aufnahme in diesen elitären Kreis von Schülern kann der erste Schritt einer Karriere sein. Er hat sich auch bereits eine buntgemusterte Weste zugelegt, wie sie die Gods tragen, und kann es kaum erwarten, ebenfalls damit in der Schule zu erscheinen. Zugleich hegt er aber kritische Ansichten über die Gesellschaft und trägt sie auch offen zur Schau. Als etwa seine verwitwete Mutter den in Guys Augen höchst unsympathischen Offizier Arthur heiratet, verursacht Guy auf der Hochzeitsfeier Missstimmung, als er abwertende Bemerkungen über den Dienst beim Militär macht.
Zwischen Guy Bennett und seinem Mitschüler James Harcourt, den er förmlich anbetet, entwickelt sich langsam eine Beziehung, die geheim gehalten werden muss, da Homosexualität an der Schule streng missbilligt wird, obwohl sie allerorten zu praktiziert werden scheint. Als ein Lehrer zwei Schüler bei gegenseitiger Masturbation in den Umkleideräumen erwischt, begeht einer der beiden Jungen, denen der Verweis von der Schule droht, daraufhin Suizid. Die Lehrerschaft und die älteren Schüler versuchen ihr Bestes, derartiges wenn möglich von den Eltern und dem Rest der Außenwelt fernzuhalten, damit der Ruf der Schule nicht gefährdet wird. Dabei wird die Doppelmoral der Schule deutlich: Man gibt vor, homosexuelle Handlungen streng abzulehnen und zu bekämpfen, obwohl sich wohl viele der älteren Schüler, auch Teile der „Gods“, schon einmal daran beteiligt haben.
Judd wird von den Gods angeboten, zum Präfekt (eine Stufe unter den Gods) ernannt zu werden. Da er das System der Unterdrückung erkennt, lehnt er zunächst ab. Doch Bennett bittet Judd inständig, das Amt des Präfekten zu übernehmen, und verweist darauf, dass er zumindest ein wenig das System bessern könne. Als Gegenleistung dafür, dass Judd das Angebot annimmt, sabotiert Bennett eine militärische Parade im Internat, sodass das Haus einen Pokal verliert. Dies trägt ihm endgültig den Hass Fowlers ein, eines konservativ und militaristisch tickenden Präfekten, der in seinem autoritären Eifer selbst den meisten der Gods mitunter zu weit geht. Die Gods befürworten eine Bestrafung von Guy Bennett für dessen Verhalten bei der Parade. Doch Bennett kann mehrere der Gods damit erpressen, dass er mit ihnen schon homoerotische Erlebnisse hatte, und droht ihnen damit, diese im Falle seiner Bestrafung der Schulleitung offenzulegen. Daraufhin sehen die brüskierten Gods vorerst von einer Bestrafung ab.
Doch Fowler gelingt es, einen Liebesbrief von Guy Bennett an Harcourt abzufangen. Bennett könnte zwar theoretisch weiterhin die Gods erpressen und zur Schulleitung gehen, doch er möchte den von ihm geliebten Harcourt nicht in die Affäre hineinziehen und damit dessen schulische Laufbahn gefährden. Deshalb lässt er sich die schmerzhafte und entwürdigende Prügelstrafe der Gods gefallen. Inzwischen hat Judd sein Interesse an dem Amt des Präfekten angemeldet, damit Fowler nicht in der Hackordnung des Hauses ganz nach oben kommt. Doch die Kandidatur Judds wird torpediert, weil ein Mitschüler, der eigentlich gehen wollte, nun doch an der Schule bleibt. Im Falle von Guy Bennett liefert dessen nun allen offensichtliche Homosexualität einen willkommenen Vorwand, ihn bis zum Ende seiner Schullaufbahn nicht zum God zu ernennen. Somit seien der Kommunist und der Schwule wieder ausgebootet, wie Judd zynisch kommentiert.
Am Boden zerstört über den Verlust seines Traums erkennt Guy Bennett, dass seine offen gezeigte Homosexualität eine schwere Behinderung seiner beabsichtigten Karriere als Diplomat darstellen wird. Er wendet sich daher unter dem Einfluss Judds dem Kommunismus zu und schlägt so den Weg ein, der ihn im späteren Verlauf seines Lebens zum Spion für die Sowjetunion werden lässt. Aber auch Tommy, der die Homosexualität seines Freundes bis dahin als jugendliches Hirngespinst abgetan hatte, lernt ihn und seine schwierige Lage besser zu verstehen.
Zurück in der Rahmenhandlung der 1980er-Jahre in Moskau erklärt Guy Bennett der Reporterin, dass Tommy Judd wenige Jahre später im Spanischen Bürgerkrieg fiel. Auf eine Frage der Reporterin, ob er sich nach seiner Heimat England sehne, erklärt er, dass er nichts vermisse, außer das (an seiner Schule oft gespielte) Cricket.

## Kritiken
Bei Rotten Tomatoes erreichte der Film eine Quote von 80 % bei den Kritikern.
„Die bewegende Liebesgeschichte ist zugleich Kritik an zweifelhaften Erziehungsmethoden und der britischen Upperclass. Beklemmend inszeniert, bewegend gespielt“ lautet der Kommentar von cinema.de
„Ein frei an die Biografien der Überläufer Burgess und Maclean angelehntes, differenziertes Regiedebüt, das allerdings gelegentlich zu klischeehaften Vorstellungen greift“, lautet das Urteil im Lexikon des Internationalen Films.
Prisma lobt: Hauptdarsteller „Rupert Everett gelang es in einem seiner ersten Filme brilliant, die Zerrissenheit des kritischen Elite-Zöglings und späteren Agenten darzustellen. Auch seine sexuelle Orientierung […] kommt überzeugend. Regisseur Marek Kanievska [zeigt] eine wunderbare Männer-Liebesgeschichte und eine kritische Studie der umstrittenen Erziehungsmethoden in englischen Nobel-Internaten.“

## Auszeichnungen
- Der Film war 1984 in drei Kategorien, unter anderem für den Besten Schnitt, für den British Academy Film Award nominiert.
- Marek Kanievska war 1984 für die Goldene Palme nominiert.